# الجميماء
الجميماء، قرية من قرى محافظة المهد، والتابعة لمنطقة المدينة المنورة في السعودية. تقع في جنوب شرق المدينة المنورة، وتبعد عنها بمسافة تقارب (150 ) كيلو متر، وعن مهد الذهب بمسافة تقارب (25 ) كيلو متر.